# Championnat d'Europe masculin de handball 2016
Navigation
Danemark 2014 Croatie 2018
- Pays de l'EHF participant à l'Euro 2016
- Pays hôte

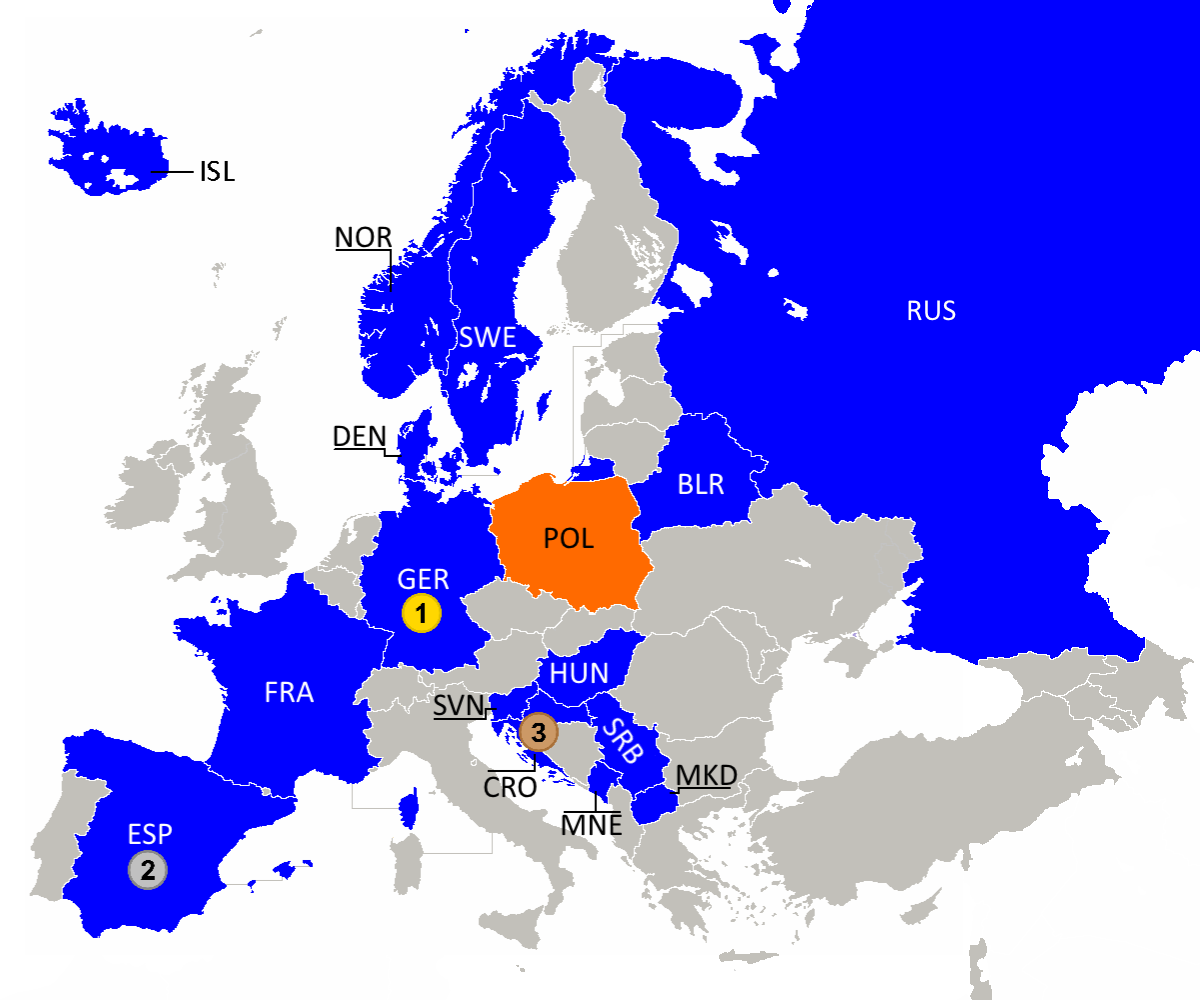
Pays de l'EHF participant à l'Euro 2016
Pays hôte
, et sont les médaillés.

La 12e édition du championnat d'Europe masculin de handball s'est déroulé du 15 au 31 janvier 2016 en Pologne, qui l'organise pour la première fois. C'est une compétition organisée par la Fédération européenne de handball et qui réunit les meilleures sélections nationales européennes.
L'équipe de France remet son titre en jeu après avoir battu en finale de l'édition précédente l'équipe du Danemark sur le score de 41 à 32.
La seule équipe automatiquement qualifiée est la Pologne, pays hôte. Tous les autres pays, dont pour la première fois le tenant du titre (la France), ont dû passer par les phases de qualification.
L'Allemagne remporte le deuxième titre européen de son histoire après 2004. L'Espagne échoue pour la quatrième fois en finale et remporte la sixième médaille européenne de son histoire. En terminant troisième, la Croatie monte pour la cinquième fois sur le podium européen.

## Lieux de compétition

### Désignation du pays hôte
La compétition est attribuée à la Pologne le 23 juin 2012 lors du congrès de la fédération européenne de handball à Monaco,. Les autres candidats à l'organisation de la compétition étaient la Norvège et la Croatie, qui ont obtenu respectivement quinze et quatre voix, alors que la Pologne en a recueilli vingt-sept.

### Salles choisies
| \| Gdańsk Katowice Wrocław Cracovie Varsovie \| Localisation des salles sélectionnées () · et de la capitale (). |
| Gdańsk Katowice Wrocław Cracovie Varsovie                                                                        |

Pour ce championnat, la Pologne présente quatre salles dont trois déjà existantes, à Gdańsk, Katowice, Cracovie et Wrocław. La seule en construction, l'Arena Kraków, est inaugurée fin mai 2014, soit trois ans après le début des travaux. Pressentie pour accueillir des rencontres, la ville de Łódź et son Atlas Arena n'est finalement pas retenue. À noter également qu'aucun match ne se déroule dans la capitale Varsovie, sa Halle Torwar ne pouvant recevoir que 4 838 personnes, ni dans les villes des deux principaux clubs polonais de handball, le KS Kielce et le Wisła Płock.
| Gdańsk                   | Katowice             | Cracovie                   | Wrocław                          |
| ------------------------ | -------------------- | -------------------------- | -------------------------------- |
| Ergo Arena 11 409 places | Spodek 11 036 places | Arena Kraków 15 328 places | Halle du Centenaire 8 500 places |
|                          |                      |                            |                                  |

## Qualifications
Le pays organisateur, la Pologne, ainsi que les deux premiers des sept groupes de qualifications et le meilleur troisième se qualifient pour la compétition.

## Acteurs de l'Euro

### Équipes participantes
| Pays                                                                        | Qualifié en tant que   | Date de la qualification | Apparitions précédentes dans la compétition | Apparitions précédentes dans la compétition                      |
| --------------------------------------------------------------------------- | ---------------------- | ------------------------ | ------------------------------------------- | ---------------------------------------------------------------- |
| Pologne                                                                     | Pays organisateur      | 23 juin 2012             | 07                                          | 2002, 2004, 2006, 2008, 2010, 2012, 2014                         |
| Danemark                                                                    | 1er du Groupe 2        | 2 mai 2015               | 10                                          | 1994, 1996, 2000, 2002, 2004, 2006, 2008, 2010, 2012, 2014       |
| Hongrie                                                                     | 1er du Groupe 5        | 2 mai 2015               | 09                                          | 1994, 1996, 1998, 2004, 2006, 2008, 2010, 2012, 2014             |
| France                                                                      | 1er du Groupe 6        | 3 mai 2015               | 11                                          | 1994, 1996, 1998, 2000, 2002, 2004, 2006, 2008, 2010, 2012, 2014 |
| Suède                                                                       | 1er du Groupe 3        | 3 mai 2015               | 10                                          | 1994, 1996, 1998, 2000, 2002, 2004, 2008, 2010, 2012, 2014       |
| Slovénie                                                                    | 2e du Groupe 3         | 10 juin 2015             | 09                                          | 1994, 1996, 2000, 2002, 2004, 2006, 2008, 2010, 2012             |
| Croatie                                                                     | 1er du Groupe 1        | 10 juin 2015             | 11                                          | 1994, 1996, 1998, 2000, 2002, 2004, 2006, 2008, 2010, 2012, 2014 |
| Norvège                                                                     | 2e du Groupe 1         | 10 juin 2015             | 06                                          | 2000, 2006, 2008, 2010, 2012, 2014                               |
| Espagne                                                                     | 1er du Groupe 7        | 10 juin 2015             | 11                                          | 1994, 1996, 1998, 2000, 2002, 2004, 2006, 2008, 2010, 2012, 2014 |
| Allemagne                                                                   | 2e du Groupe 7         | 10 juin 2015             | 10                                          | 1994, 1996, 1998, 2000, 2002, 2004, 2006, 2008, 2010, 2012       |
| Islande                                                                     | 1er du Groupe 4        | 14 juin 2015             | 08                                          | 2000, 2002, 2004, 2006, 2008, 2010, 2012, 2014                   |
| Serbie                                                                      | 2e du Groupe 4         | 14 juin 2015             | 03                                          | 2010, 2012, 2014                                                 |
| Russie                                                                      | 2e du Groupe 5         | 14 juin 2015             | 11                                          | 1994, 1996, 1998, 2000, 2002, 2004, 2006, 2008, 2010, 2012, 2014 |
| Macédoine                                                                   | 2e du Groupe 6         | 14 juin 2015             | 03                                          | 1998, 2012, 2014                                                 |
| Biélorussie                                                                 | 2e du Groupe 2         | 14 juin 2015             | 03                                          | 1994, 2008, 2014                                                 |
| Monténégro                                                                  | Meilleur 3e (Groupe 4) | 14 juin 2015             | 02                                          | 2008, 2014                                                       |
| ► Légende : en gras, le champion de l'année, en italique l'hôte de l'année. |                        |                          |                                             |                                                                  |

### Arbitres
C'est le 30 septembre 2015 que l'EHF a dévoilé les douze paires d'arbitres retenues pour arbitrer les 48 matchs de la compétition.
| Pays | Nom                   | Matchs arbitrés                                    | Matchs arbitrés                                   | Matchs arbitrés          |
| Pays | Nom                   | Tour préliminaire                                  | Tour principal                                    | Phase finale             |
| Pays | Nom                   | Groupe / Match                                     | Groupe / Match                                    | Tour / Match             |
| --- | --------------------- | -------------------------------------------------- | ------------------------------------------------- | ------------------------ |
| Danemark | Martin Gjeding        | A / France – Macédoine B / Biélorussie – Norvège   | I / Pologne – Croatie                             | F / Allemagne – Espagne  |
| Danemark | Mads Hansen           | A / France – Macédoine B / Biélorussie – Norvège   | I / Pologne – Croatie                             | F / Allemagne – Espagne  |
| Allemagne | Lars Geipel           | B / Islande – Norvège A / Macédoine – Pologne      | I / Macédoine – Croatie I / France – Norvège      |                          |
| Allemagne | Marcus Helbig         | B / Islande – Norvège A / Macédoine – Pologne      | I / Macédoine – Croatie I / France – Norvège      |                          |
| France | Stevann Pichon        | C / Espagne – Allemagne D / Danemark – Hongrie     | II / Suède – Russie                               | DF / Norvège – Allemagne |
| France | Laurent Reveret       | C / Espagne – Allemagne D / Danemark – Hongrie     | II / Suède – Russie                               | DF / Norvège – Allemagne |
| Croatie | Matija Gubica         | D / Danemark – Russie C / Allemagne – Suède        | II / Allemagne – Hongrie II / Espagne – Russie    | P7 / Pologne – Suède     |
| Croatie | Boris Milošević       | D / Danemark – Russie C / Allemagne – Suède        | II / Allemagne – Hongrie II / Espagne – Russie    | P7 / Pologne – Suède     |
| Lettonie | Zigmārs Stoļarovs     | C / Suède – Slovénie D / Russie – Monténégro       | II / Suède – Danemark I / Macédoine – Biélorussie |                          |
| Lettonie | Renārs Līcis          | C / Suède – Slovénie D / Russie – Monténégro       | II / Suède – Danemark I / Macédoine – Biélorussie |                          |
| Macédoine | Gjorgji Načevski      | D / Russie – Hongrie C / Espagne – Suède           | II / Espagne – Danemark                           | P3 / Norvège – Croatie   |
| Macédoine | Slave Nikolov         | D / Russie – Hongrie C / Espagne – Suède           | II / Espagne – Danemark                           | P3 / Norvège – Croatie   |
| Portugal | Duarte Santos         | D / Monténégro – Danemark C / Allemagne – Slovénie | II / Allemagne – Russie I / Pologne – Biélorussie |                          |
| Portugal | Ricardo Fonseca       | D / Monténégro – Danemark C / Allemagne – Slovénie | II / Allemagne – Russie I / Pologne – Biélorussie |                          |
| Roumanie | Bogdan Nicolae Stark  | A / Pologne – Serbie B / Croatie – Islande         | I / Macédoine – Norvège II / Suède – Hongrie      |                          |
| Roumanie | Romeo Mihai Ştefan    | A / Pologne – Serbie B / Croatie – Islande         | I / Macédoine – Norvège II / Suède – Hongrie      |                          |
| Suède | Michael Johansson     | B / Croatie – Biélorussie A / Serbie – France      | I / France – Biélorussie                          |                          |
| Suède | Jasmin Kliko          | B / Croatie – Biélorussie A / Serbie – France      | I / France – Biélorussie                          |                          |
| Espagne | Óscar Raluy López     | B / Norvège – Croatie A / France – Pologne         | I / Pologne – Norvège                             | P5 / France – Danemark   |
| Espagne | Ángel Sabroso Ramírez | B / Norvège – Croatie A / France – Pologne         | I / Pologne – Norvège                             | P5 / France – Danemark   |
| République tchèque | Václav Horáček        | B / Biélorussie – Islande A / Macédoine – Serbie   | I / France – Croatie II / Allemagne – Danemark    | DF / Espagne – Croatie   |
| République tchèque | Jiří Novotný          | B / Biélorussie – Islande A / Macédoine – Serbie   | I / France – Croatie II / Allemagne – Danemark    | DF / Espagne – Croatie   |
| Biélorussie | Andrei Gousko         | D / Hongrie – Monténégro C / Slovénie – Espagne    | II / Espagne – Hongrie                            |                          |
| Biélorussie | Siarhei Repkin        | D / Hongrie – Monténégro C / Slovénie – Espagne    | II / Espagne – Hongrie                            |                          |
| ► Légende : F = Finale, P3 = Match pour la 3e place, P5 = Match pour la 5e place, P7 = Match pour la 7e place, DF = Demi-finale |                       |                                                    |                                                   |                          |

## Tournoi

### Modalités et règlement
Les seize équipes qualifiées sont réparties dans quatre groupes de quatre équipes. À l'issue de ce tour préliminaire, les équipes classées quatrièmes sont éliminées et les trois premières équipes sont qualifiées pour le tour principal. Les équipes du groupe A (respectivement C) y retrouvent les équipes du groupe B (respectivement D) et les résultats des matchs du tour préliminaire sont conservés.
Les deux premières équipes du tour principal sont qualifiées pour les demi-finales tandis que les équipes classées troisièmes et quatrièmes disputent un match de classement pour la 5e ou 7e place.
Si deux équipes ou plus possèdent le même nombre de points, leurs classements sont déterminés comme suit :
1. Plus grand nombre de points obtenus entre les équipes en question ;
2. Meilleure différence de buts entre les équipes en question ;
3. Plus grand nombre de buts marqués entre les équipes en question ;
4. Meilleure différence de buts générale ;
5. Plus grand nombre de buts marqués ;
6. Le cas échéant, tirage au sort.

### Tirage au sort
En vue du tirage au sort du 19 juin 2015, les seize équipes qualifiées ont été réparties dans quatre chapeaux :
| Chapeau 1 | Chapeau 2 | Chapeau 3   | Chapeau 4  |
| --------- | --------- | ----------- | ---------- |
| France    | Islande   | Russie      | Serbie     |
| Danemark  | Pologne   | Macédoine   | Norvège    |
| Espagne   | Suède     | Allemagne   | Slovénie   |
| Croatie   | Hongrie   | Biélorussie | Monténégro |

Parallèlement au tirage au sort, les organisateurs ont eu la possibilité de placer une équipe dans chaque groupe. Ainsi, la Pologne a choisi de se placer dans le groupe A et de placer la Croatie dans le groupe B, l'Allemagne dans le groupe C et le Danemark dans le groupe D.

### Calendrier
| Tp | Tour préliminaire | TP | Tour principal | 1/2 MC | Demi-finales et matchs 5e/7e | F | Finales |

| Janvier 2016         | 15 Ven | 16 Sam | 17 Dim | 18 Lun | 19 Mar | 20 Mer | 21 Jeu | 22 Ven | 23 Sam | 24 Dim | 25 Lun | 26 Mar | 27 Mer | 28 Jeu | 29 Ven     | 30 Sam | 31 Dim |
| -------------------- | ------ | ------ | ------ | ------ | ------ | ------ | ------ | ------ | ------ | ------ | ------ | ------ | ------ | ------ | ---------- | ------ | ------ |
| Tour (nb. de matchs) | Tp (4) | Tp (4) | Tp (4) | Tp (4) | Tp (4) | Tp (4) | TP (2) | TP (2) | TP (2) | TP (2) | TP (2) | TP (2) | TP (6) | —      | 1/2+MC (4) | —      | F (2)  |

### Tour préliminaire

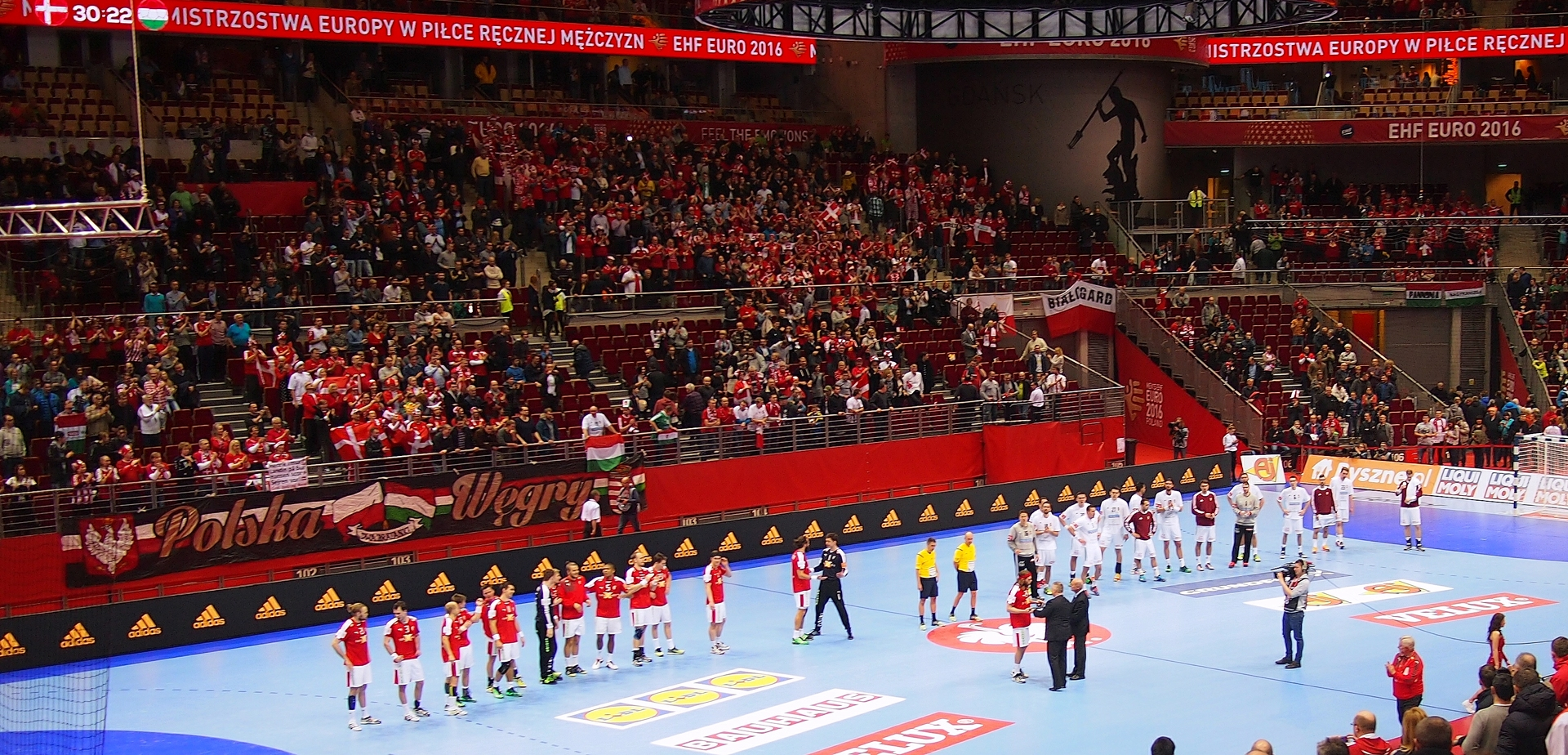
Mikkel Hansen recevant le prix du meilleur joueur lors du match Danemark-Hongrie du 20 janvier. Les arbitres sont les français Laurent Reveret et Stevaan Pichon.

Légende :
- Qualifiés pour le tour principal
- Éliminés
- T : Tenant du titre 2014

|   | Équipe     | Pts | J | G | N | P | Bp | Bc | Diff | Dép |
| - | ---------- | --- | - | - | - | - | -- | -- | ---- | --- |
| 1 | Pologne    | 6   | 3 | 3 | 0 | 0 | 84 | 76 | 8    | 0   |
| 2 | France (T) | 4   | 3 | 2 | 0 | 1 | 91 | 80 | 11   | 0   |
| 3 | Macédoine  | 1   | 3 | 0 | 1 | 2 | 73 | 81 | -8   | 0*  |
| 4 | Serbie     | 1   | 3 | 0 | 1 | 2 | 81 | 92 | -11  | 0*  |

| 15.01.2016 - 18h00 | France    | 30 | 23 | Macédoine |
| 15.01.2016 - 20h30 | Pologne   | 29 | 28 | Serbie    |
| 17.01.2016 - 18h15 | Serbie    | 26 | 36 | France    |
| 17.01.2016 - 20h30 | Macédoine | 23 | 24 | Pologne   |
| 19.01.2016 - 18h15 | Macédoine | 27 | 27 | Serbie    |
| 19.01.2016 - 20h30 | France    | 25 | 31 | Pologne   |

|   | Équipe      | Pts | J | G | N | P | Bp | Bc  | Diff | Dép |
| - | ----------- | --- | - | - | - | - | -- | --- | ---- | --- |
| 1 | Norvège     | 4   | 3 | 2 | 0 | 1 | 88 | 84  | 4    | +3  |
| 2 | Croatie     | 4   | 3 | 2 | 0 | 1 | 95 | 83  | 12   | -3  |
| 3 | Biélorussie | 2   | 3 | 1 | 0 | 2 | 87 | 94  | -7   | +1  |
| 4 | Islande     | 2   | 3 | 1 | 0 | 2 | 92 | 101 | -9   | -1  |

| 15.01.2016 - 16h00 | Croatie     | 27 | 21 | Biélorussie |
| 15.01.2016 - 18h15 | Islande     | 26 | 25 | Norvège     |
| 17.01.2016 - 16h00 | Biélorussie | 39 | 38 | Islande     |
| 17.01.2016 - 18h15 | Norvège     | 34 | 31 | Croatie     |
| 19.01.2016 - 18h15 | Biélorussie | 27 | 29 | Norvège     |
| 19.01.2016 - 20h30 | Croatie     | 37 | 28 | Islande     |

|   | Équipe    | Pts | J | G | N | P | Bp | Bc | Diff | Dép |
| - | --------- | --- | - | - | - | - | -- | -- | ---- | --- |
| 1 | Espagne   | 5   | 3 | 2 | 1 | 0 | 80 | 75 | 5    | 0   |
| 2 | Allemagne | 4   | 3 | 2 | 0 | 1 | 81 | 79 | 2    | 0   |
| 3 | Suède     | 2   | 3 | 1 | 0 | 2 | 71 | 72 | -1   | 0   |
| 4 | Slovénie  | 1   | 3 | 0 | 1 | 2 | 66 | 72 | -6   | 0   |

| 16.01.2016 - 18h30 | Espagne   | 32 | 29 | Allemagne |
| 16.01.2016 - 20h45 | Suède     | 23 | 21 | Slovénie  |
| 18.01.2016 - 18h15 | Slovénie  | 24 | 24 | Espagne   |
| 18.01.2016 - 20h30 | Allemagne | 27 | 26 | Suède     |
| 20.01.2016 - 17h15 | Allemagne | 25 | 21 | Slovénie  |
| 20.01.2016 - 20h00 | Espagne   | 24 | 22 | Suède     |

|   | Équipe     | Pts | J | G | N | P | Bp | Bc | Diff | Dép |
| - | ---------- | --- | - | - | - | - | -- | -- | ---- | --- |
| 1 | Danemark   | 6   | 3 | 3 | 0 | 0 | 91 | 75 | 16   | 0   |
| 2 | Russie     | 4   | 3 | 2 | 0 | 1 | 80 | 78 | 2    | 0   |
| 3 | Hongrie    | 2   | 3 | 1 | 0 | 2 | 80 | 84 | -4   | 0   |
| 4 | Monténégro | 0   | 3 | 0 | 0 | 3 | 76 | 90 | -14  | 0   |

| 16.01.2016 - 18h00 | Hongrie    | 32 | 27 | Monténégro |
| 16.01.2016 - 20h15 | Danemark   | 31 | 25 | Russie     |
| 18.01.2016 - 18h00 | Russie     | 27 | 26 | Hongrie    |
| 18.01.2016 - 20h15 | Monténégro | 28 | 30 | Danemark   |
| 20.01.2016 - 17h15 | Russie     | 28 | 21 | Monténégro |
| 20.01.2016 - 20h00 | Danemark   | 30 | 22 | Hongrie    |

### Tour principal
Les résultats des matches joués lors du tour préliminaire sont conservés lors de ce tour principal, sauf celui joué contre l'équipe éliminée.
Légende :
- Qualifiés pour les demi-finales
- Matchs de classement
- Éliminés
- T : Tenant du titre 2014

|   | Équipe      | Pts | J | G | N | P | Bp  | Bc  | Diff | Dép |
| - | ----------- | --- | - | - | - | - | --- | --- | ---- | --- |
| 1 | Norvège     | 9   | 5 | 4 | 1 | 0 | 153 | 141 | 12   | 0   |
| 2 | Croatie     | 6   | 5 | 3 | 0 | 2 | 153 | 134 | 19   | +6  |
| 3 | France (T)  | 6   | 5 | 3 | 0 | 2 | 145 | 130 | 15   | +2  |
| 4 | Pologne     | 6   | 5 | 3 | 0 | 2 | 138 | 142 | -4   | -8  |
| 5 | Biélorussie | 2   | 5 | 1 | 0 | 4 | 128 | 151 | -23  | 0   |
| 6 | Macédoine   | 1   | 5 | 0 | 1 | 4 | 130 | 149 | -19  | 0   |

| 21 janvier 2016 18h15 | France    | 34 | 23 | Biélorussie |
| 21 janvier 2016 20h30 | Macédoine | 24 | 34 | Croatie     |
| 23 janvier 2016 18h15 | France    | 32 | 24 | Croatie     |
| 23 janvier 2016 20h30 | Pologne   | 28 | 30 | Norvège     |
| 25 janvier 2016 18h15 | Macédoine | 31 | 31 | Norvège     |
| 25 janvier 2016 20h30 | Pologne   | 32 | 27 | Biélorussie |
| 27 janvier 2016 16h00 | Macédoine | 29 | 30 | Biélorussie |
| 27 janvier 2016 18h15 | France    | 24 | 29 | Norvège     |
| 27 janvier 2016 20h30 | Pologne   | 23 | 37 | Croatie     |

|   | Équipe    | Pts | J | G | N | P | Bp  | Bc  | Diff | Dép |
| - | --------- | --- | - | - | - | - | --- | --- | ---- | --- |
| 1 | Espagne   | 8   | 5 | 4 | 0 | 1 | 135 | 130 | 5    | +3  |
| 2 | Allemagne | 8   | 5 | 4 | 0 | 1 | 140 | 129 | 11   | -3  |
| 3 | Danemark  | 7   | 5 | 3 | 1 | 1 | 139 | 123 | 16   | 0   |
| 4 | Suède     | 4   | 5 | 1 | 2 | 2 | 126 | 121 | 5    | 0   |
| 5 | Russie    | 3   | 5 | 1 | 1 | 3 | 132 | 140 | -8   | 0   |
| 6 | Hongrie   | 0   | 5 | 0 | 0 | 5 | 110 | 139 | -29  | 0   |

| 22 janvier 2016 18h15 | Allemagne | 29 | 19 | Hongrie  |
| 22 janvier 2016 20h30 | Suède     | 28 | 28 | Russie   |
| 24 janvier 2016 18h15 | Allemagne | 30 | 29 | Russie   |
| 24 janvier 2016 20h30 | Espagne   | 23 | 27 | Danemark |
| 26 janvier 2016 18h15 | Espagne   | 31 | 29 | Hongrie  |
| 26 janvier 2016 20h30 | Suède     | 28 | 28 | Danemark |
| 27 janvier 2016 16h00 | Suède     | 22 | 14 | Hongrie  |
| 27 janvier 2016 18h15 | Allemagne | 25 | 23 | Danemark |
| 27 janvier 2016 20h30 | Espagne   | 25 | 23 | Russie   |

### Phase finale
|  | Demi-finales                   | Demi-finales                   |                        |    | Finale                         | Finale                         |
|  | Demi-finales                   | Demi-finales                   |                        |    | Finale                         | Finale                         |
|  |                                |                                |                        |    |                                |                                |
|  | Cracovie, 29 janv. 2016, 18h30 | Cracovie, 29 janv. 2016, 18h30 |                        |    | Cracovie, 31 janv. 2016, 17h30 | Cracovie, 31 janv. 2016, 17h30 |
|  | Cracovie, 29 janv. 2016, 18h30 | Cracovie, 29 janv. 2016, 18h30 |                        |    | Cracovie, 31 janv. 2016, 17h30 | Cracovie, 31 janv. 2016, 17h30 |
|  | Norvège                        | 33                             |                        |    | Cracovie, 31 janv. 2016, 17h30 | Cracovie, 31 janv. 2016, 17h30 |
|  | Norvège                        | 33                             |                        |    | Cracovie, 31 janv. 2016, 17h30 | Cracovie, 31 janv. 2016, 17h30 |
|  | Allemagne                      | 34ap                           |                        |    | Cracovie, 31 janv. 2016, 17h30 | Cracovie, 31 janv. 2016, 17h30 |
|  | Allemagne                      | 34ap                           | Allemagne              | 24 |                                |                                |
|  | Cracovie, 29 janv. 2016, 21h00 |                                | Allemagne              | 24 |                                |                                |
|  |                                | Espagne                        | 17                     |    |                                |                                |
|  | Espagne                        | Espagne                        | 17                     | 33 |                                |                                |
|  | Espagne                        |                                |                        | 33 |                                |                                |
|  | Croatie                        | 29                             |                        |    |                                |                                |
|  | Croatie                        | 29                             | Match pour la 3e place |    |                                |                                |
|  |                                |                                |                        |    |                                |                                |
|  | Cracovie, 31 janv. 2016, 15h00 |                                |                        |    |                                |                                |
|  |                                |                                |                        |    |                                |                                |
|  | Norvège                        | 24                             |                        |    |                                |                                |
|  | Norvège                        | 24                             |                        |    |                                |                                |
|  | Croatie                        | 31                             |                        |    |                                |                                |
|  | Croatie                        | 31                             |                        |    |                                |                                |

#### Demi-finales
| 29 janvier 2016 18h30 | Norvège       | 33 - 34 (ap)       | Allemagne    | Tauron Arena, Cracovie Affluence : 9 100 Arbitrage : Pichon, Reveret |
| 29 janvier 2016 18h30 | Bjørnsen 8    | (13 - 14, 27 - 27) | Reichmann 10 | Tauron Arena, Cracovie Affluence : 9 100 Arbitrage : Pichon, Reveret |
| 29 janvier 2016 18h30 | Prol. : 6 - 7 |                    |              | Tauron Arena, Cracovie Affluence : 9 100 Arbitrage : Pichon, Reveret |
| 29 janvier 2016 18h30 | ×4 ×6         | Rapport            | ×3 ×2        | Tauron Arena, Cracovie Affluence : 9 100 Arbitrage : Pichon, Reveret |

| 29 janvier 2016 21h00 | Espagne          | 33 - 29   | Croatie     | Tauron Arena, Cracovie Affluence : 11 100 Arbitrage : Horáček, Novotný |
| 29 janvier 2016 21h00 | García, Rivera 6 | (18 - 14) | Slišković 6 | Tauron Arena, Cracovie Affluence : 11 100 Arbitrage : Horáček, Novotný |
| 29 janvier 2016 21h00 | ×4 ×2            | Rapport   | ×4 ×3       | Tauron Arena, Cracovie Affluence : 11 100 Arbitrage : Horáček, Novotný |

#### Match pour la3eplace
| 31 janvier 2016 15h00 | Norvège   | 24 - 31   | Croatie  | Tauron Arena, Cracovie Affluence : 12 500 Arbitrage : Nachevski, Nikolov |
| 31 janvier 2016 15h00 | Sagosen 5 | (11 - 15) | Horvat 8 | Tauron Arena, Cracovie Affluence : 12 500 Arbitrage : Nachevski, Nikolov |
| 31 janvier 2016 15h00 | ×4        | Rapport   | ×3 ×4 ×1 | Tauron Arena, Cracovie Affluence : 12 500 Arbitrage : Nachevski, Nikolov |

#### Finale
| 31 janvier 2016 17h30 | Allemagne | 24 - 17  | Espagne       | Tauron Arena, Cracovie Affluence : 15 000 Arbitrage : Gjeding, Hansen |
| 31 janvier 2016 17h30 | Häfner, 7 | (10 - 6) | Entrerríos, 5 | Tauron Arena, Cracovie Affluence : 15 000 Arbitrage : Gjeding, Hansen |
| 31 janvier 2016 17h30 | ×3 ×8     | Rapport  | ×1 ×4         | Tauron Arena, Cracovie Affluence : 15 000 Arbitrage : Gjeding, Hansen |

| Allemagne | Espagne |

| Composition:     |     |    |                    |       |   |
|                  | GB  | 16 | Carsten Lichtlein  | X     |   |
|                  | GB  | 33 | Andreas Wolff      | 16/33 |   |
|                  | ALD | 5  | Johannes Sellin    | 1/1   |   |
|                  | ARG | 6  | Finn Lemke         | 0/0   | • |
|                  | ALD | 9  | Tobias Reichmann   | 3/6   |   |
|                  | ARD | 10 | Fabian Wiede       | 0/4   |   |
|                  | P   | 13 | Hendrik Pekeler    | 2/2   | • |
|                  | DC  | 19 | Martin Strobel     | 1/1   |   |
|                  | P   | 21 | Erik Schmidt       | 1/1   |   |
|                  | ARG | 23 | Steffen Fäth       | 3/9   |   |
|                  | ARD | 25 | Kai Häfner         | 7/10  |   |
|                  | ALG | 34 | Rune Dahmke        | 4/6   |   |
|                  | ARG | 35 | Julius Kühn        | 1/2   |   |
|                  | DC  | 40 | Simon Ernst        | 0/0   |   |
|                  | DC  | 43 | Niclas Pieczkowski | 0/2   |   |
|                  | P   | 48 | Jannik Kohlbacher  | 1/1   |   |
| Sélectionneur :  |     |    |                    |       |   |
| Dagur Sigurðsson |     |    |                    |       |   |

| 24/45  | Buts marqués   | 17/42  |
| 53,3 % | % réussite     | 40,5 % |
| 16/33  | Arrêts         | 14/38  |
| 48,5 % | % d'arrêts     | 36,8 % |
| 13     | Perte de balle | 13     |
| 1/3    | Jets de 7 m    | 4/6    |
| 16 min | Suspensions    | 8 min  |
| 3      | Cartons jaunes | 1      |
| 0      | Cartons rouges | 0      |

| Composition:    |     |    |                         |       |   |
|                 | GB  | 16 | Arpad Šterbik           | 14/38 |   |
|                 | GB  | 33 | Gonzalo Pérez de Vargas | X     |   |
|                 | ARD | 3  | Eduardo Gurbindo        | 0/1   |   |
|                 | ARD | 5  | Jorge Maqueda           | 0/2   |   |
|                 | ALD | 8  | Víctor Tomás            | 4/7   |   |
|                 | DC  | 9  | Raúl Entrerríos         | 5/9   | • |
|                 | P   | 13 | Julen Aguinagalde       | 0/2   |   |
|                 | ALG | 15 | Cristian Ugalde         | 1/1   |   |
|                 | DC  | 21 | Joan Cañellas           | 1/4   |   |
|                 | ARG | 24 | Viran Morros            | 0/0   |   |
|                 | ARG | 26 | Antonio García Robledo  | 2/6   |   |
|                 | P   | 27 | Rafael Baena            | 0/1   |   |
|                 | ALG | 28 | Valero Rivera           | 1/3   |   |
|                 | P   | 30 | Gedeón Guardiola        | 0/0   |   |
|                 | DC  | 38 | Juan del Arco           | 0/0   |   |
|                 | ARD | 40 | Alex Dujshebaev         | 3/6   |   |
| Sélectionneur : |     |    |                         |       |   |
| Manolo Cadenas  |     |    |                         |       |   |

| Composition:     |     |    |                    |       |   |
|                  | GB  | 16 | Carsten Lichtlein  | X     |   |
|                  | GB  | 33 | Andreas Wolff      | 16/33 |   |
|                  | ALD | 5  | Johannes Sellin    | 1/1   |   |
|                  | ARG | 6  | Finn Lemke         | 0/0   | • |
|                  | ALD | 9  | Tobias Reichmann   | 3/6   |   |
|                  | ARD | 10 | Fabian Wiede       | 0/4   |   |
|                  | P   | 13 | Hendrik Pekeler    | 2/2   | • |
|                  | DC  | 19 | Martin Strobel     | 1/1   |   |
|                  | P   | 21 | Erik Schmidt       | 1/1   |   |
|                  | ARG | 23 | Steffen Fäth       | 3/9   |   |
|                  | ARD | 25 | Kai Häfner         | 7/10  |   |
|                  | ALG | 34 | Rune Dahmke        | 4/6   |   |
|                  | ARG | 35 | Julius Kühn        | 1/2   |   |
|                  | DC  | 40 | Simon Ernst        | 0/0   |   |
|                  | DC  | 43 | Niclas Pieczkowski | 0/2   |   |
|                  | P   | 48 | Jannik Kohlbacher  | 1/1   |   |
| Sélectionneur :  |     |    |                    |       |   |
| Dagur Sigurðsson |     |    |                    |       |   |

| 24/45  | Buts marqués   | 17/42  |
| 53,3 % | % réussite     | 40,5 % |
| 16/33  | Arrêts         | 14/38  |
| 48,5 % | % d'arrêts     | 36,8 % |
| 13     | Perte de balle | 13     |
| 1/3    | Jets de 7 m    | 4/6    |
| 16 min | Suspensions    | 8 min  |
| 3      | Cartons jaunes | 1      |
| 0      | Cartons rouges | 0      |

| Composition:    |     |    |                         |       |   |
|                 | GB  | 16 | Arpad Šterbik           | 14/38 |   |
|                 | GB  | 33 | Gonzalo Pérez de Vargas | X     |   |
|                 | ARD | 3  | Eduardo Gurbindo        | 0/1   |   |
|                 | ARD | 5  | Jorge Maqueda           | 0/2   |   |
|                 | ALD | 8  | Víctor Tomás            | 4/7   |   |
|                 | DC  | 9  | Raúl Entrerríos         | 5/9   | • |
|                 | P   | 13 | Julen Aguinagalde       | 0/2   |   |
|                 | ALG | 15 | Cristian Ugalde         | 1/1   |   |
|                 | DC  | 21 | Joan Cañellas           | 1/4   |   |
|                 | ARG | 24 | Viran Morros            | 0/0   |   |
|                 | ARG | 26 | Antonio García Robledo  | 2/6   |   |
|                 | P   | 27 | Rafael Baena            | 0/1   |   |
|                 | ALG | 28 | Valero Rivera           | 1/3   |   |
|                 | P   | 30 | Gedeón Guardiola        | 0/0   |   |
|                 | DC  | 38 | Juan del Arco           | 0/0   |   |
|                 | ARD | 40 | Alex Dujshebaev         | 3/6   |   |
| Sélectionneur : |     |    |                         |       |   |
| Manolo Cadenas  |     |    |                         |       |   |

| → Légende: ALD: Ailier droit, ALG: Ailier gauche, ARD: Arrière droit, ARG: Arrière gauche, DC: Demi-centre, GB: Gardien de but, P: Pivot, X: N'a pas joué |

### Vainqueur
| Champion d'Europe 2016 Allemagne 2e victoire |

### Matchs de classement

#### Match pour la7eplace
| 29 janvier 2016 16h00 | Pologne             | 26 - 24   | Suède     | Halle du Centenaire, Wrocław Affluence : 6 500 Arbitrage : Gubica, Milošević |
| 29 janvier 2016 16h00 | Konitz, Krajewski 5 | (12 - 12) | Nilsson 5 | Halle du Centenaire, Wrocław Affluence : 6 500 Arbitrage : Gubica, Milošević |
| 29 janvier 2016 16h00 | ×3 ×1               | Rapport   | ×3 ×1     | Halle du Centenaire, Wrocław Affluence : 6 500 Arbitrage : Gubica, Milošević |

#### Match pour la5eplace
| 29 janvier 2016 18h30 | France     | 29 - 26   | Danemark  | Halle du Centenaire, Wrocław Affluence : 4 500 Arbitrage : López, Ramírez |
| 29 janvier 2016 18h30 | Kounkoud 8 | (15 - 13) | Balling 7 | Halle du Centenaire, Wrocław Affluence : 4 500 Arbitrage : López, Ramírez |
| 29 janvier 2016 18h30 | ×3 ×1      | Rapport   | ×3        | Halle du Centenaire, Wrocław Affluence : 4 500 Arbitrage : López, Ramírez |

## Classement final
| Rang                       | Équipe      | J | G | N | P | Bp  | Bc  | Diff |
| -------------------------- | ----------- | - | - | - | - | --- | --- | ---- |
| Médaille d'or, Europe      | Allemagne   | 8 | 7 | 0 | 1 | 223 | 200 | +23  |
| Médaille d'argent, Europe  | Espagne     | 8 | 5 | 1 | 2 | 209 | 207 | +2   |
| Médaille de bronze, Europe | Croatie     | 8 | 5 | 0 | 3 | 250 | 219 | +31  |
| 4                          | Norvège     | 8 | 4 | 1 | 3 | 235 | 232 | +3   |
|                            |             |   |   |   |   |     |     |      |
| 5                          | France      | 7 | 5 | 0 | 2 | 210 | 182 | +28  |
| 6                          | Danemark    | 7 | 4 | 1 | 2 | 195 | 180 | +15  |
| 7                          | Pologne     | 7 | 5 | 0 | 2 | 193 | 194 | -1   |
| 8                          | Suède       | 7 | 2 | 2 | 3 | 173 | 168 | +5   |
|                            |             |   |   |   |   |     |     |      |
| 9                          | Russie      | 6 | 2 | 1 | 3 | 160 | 161 | -1   |
| 10                         | Biélorussie | 6 | 2 | 0 | 4 | 167 | 189 | -22  |
| 11                         | Macédoine   | 6 | 0 | 2 | 4 | 157 | 176 | -19  |
| 12                         | Hongrie     | 6 | 1 | 0 | 5 | 142 | 166 | -24  |
|                            |             |   |   |   |   |     |     |      |
| 13                         | Islande     | 3 | 1 | 0 | 2 | 92  | 101 | -9   |
| 14                         | Slovénie    | 3 | 0 | 1 | 2 | 66  | 72  | -6   |
| 15                         | Serbie      | 3 | 0 | 1 | 2 | 81  | 92  | -11  |
| 16                         | Monténégro  | 3 | 0 | 0 | 3 | 76  | 90  | -14  |

Qualifications :
Les trois premiers au classement sont automatiquement qualifiés pour le championnat du monde 2017.
Le champion d'Europe est également qualifié directement pour les Jeux olympiques tandis que les équipes classées 2e et 3e obtiennent un billet pour l'un des tournois mondiaux de qualification olympique. Si celles-ci sont déjà qualifiées pour ces qualifications via leur place au dernier championnat du monde, le suivant au classement de ce championnat d'Europe récupère le ticket.
Ainsi, l'Allemagne est directement qualifié pour les Jeux olympiques. Le championnat du monde 2015 ayant conduit à la qualification directe de la France et à la qualification de l'Espagne, la Croatie, le Danemark et la Pologne aux tournois de qualification olympique, ce sont la Norvège, 4e, et la Suède, 8e, qui obtiennent le droit de participer aux qualifications olympiques.

## Statistiques et récompenses

### Équipe-type
| Wolff Štrlek Aguinagalde Reichmann Jurecki Sagosen Jakobsson Meilleur défenseur : Møllgaard Meilleur joueur : R. Entrerríos Meilleur buteur : Rivera (48 buts)               |
| Équipe type du championnat d'Europe masculin 2016 |
| · Wolff · Štrlek · Aguinagalde · Reichmann · Jurecki · Sagosen · Jakobsson Meilleur défenseur : Møllgaard Meilleur joueur : R. Entrerríos Meilleur buteur : Rivera (48 buts) |

À partir d'une sélection de 40 joueurs (5 pour chacun des 8 postes, y compris le défenseur), les internautes (à hauteur de 40 %) et un collège d'experts (à hauteur de 60 %) votent pour les meilleurs joueurs à chaque poste. Le meilleur joueur de la compétition est quant à lui uniquement désigné par le collège d'experts.
La liste des joueurs nommés et des élus est :
| Catégorie                                  | Joueur                 | Joueur    | Catégorie              | Joueur            | Joueur    |
| Meilleur gardien de but                    | Andreas Wolff          | Allemagne | Meilleur défenseur     | Henrik Møllgaard  | Danemark  |
| Meilleur gardien de but                    | Mattias Andersson      | Suède     | Meilleur défenseur     | Jakov Gojun       | Croatie   |
| Meilleur gardien de but                    | Niklas Landin Jacobsen | Danemark  | Meilleur défenseur     | Tobias Karlsson   | Suède     |
| Meilleur gardien de but                    | Thierry Omeyer         | France    | Meilleur défenseur     | Viran Morros      | Espagne   |
| Meilleur gardien de but                    | Arpad Šterbik          | Espagne   | Meilleur défenseur     | Bjarte Myrhol     | Norvège   |
| Meilleur ailier gauche                     | Manuel Štrlek          | Croatie   | Meilleur ailier droit  | Tobias Reichmann  | Allemagne |
| Meilleur ailier gauche                     | Timour Dibirov         | Russie    | Meilleur ailier droit  | Luc Abalo         | France    |
| Meilleur ailier gauche                     | Michael Guigou         | France    | Meilleur ailier droit  | Kristian Bjørnsen | Norvège   |
| Meilleur ailier gauche                     | Jonas Källman          | Suède     | Meilleur ailier droit  | Lasse Svan Hansen | Danemark  |
| Meilleur ailier gauche                     | Cristian Ugalde        | Espagne   | Meilleur ailier droit  | Víctor Tomás      | Espagne   |
| Meilleur arrière gauche                    | Michał Jurecki         | Pologne   | Meilleur arrière droit | Johan Jakobsson   | Suède     |
| Meilleur arrière gauche                    | Steffen Fäth           | Allemagne | Meilleur arrière droit | Kiril Lazarov     | Macédoine |
| Meilleur arrière gauche                    | Mikkel Hansen          | Danemark  | Meilleur arrière droit | Jorge Maqueda     | Espagne   |
| Meilleur arrière gauche                    | Viktor Östlund         | Suède     | Meilleur arrière droit | Harald Reinkind   | Norvège   |
| Meilleur arrière gauche                    | Ivan Slišković         | Croatie   | Meilleur arrière droit | Steffen Weinhold  | Allemagne |
| Meilleur demi-centre                       | Sander Sagosen         | Norvège   | Meilleur pivot         | Julen Aguinagalde | Espagne   |
| Meilleur demi-centre                       | Michael Damgaard       | Danemark  | Meilleur pivot         | Bence Bánhidi     | Hongrie   |
| Meilleur demi-centre                       | Domagoj Duvnjak        | Croatie   | Meilleur pivot         | Jesper Nøddesbo   | Danemark  |
| Meilleur demi-centre                       | Raúl Entrerríos        | Espagne   | Meilleur pivot         | Cédric Sorhaindo  | France    |
| Meilleur demi-centre                       | Nikola Karabatic       | France    | Meilleur pivot         | Kamil Syprzak     | Pologne   |
| Meilleur joueur : Raúl Entrerríos, Espagne |                        |           |                        |                   |           |

### Statistiques collectives
- Meilleure attaque :  Croatie (31,3 buts par match)
- Moins bonne attaque :  Slovénie (22 buts par match)
- Meilleure défense :  Slovénie et  Suède (24 buts par match)
- Moins bonne défense :  Islande (33,7 buts par match)
- Plus grand nombre de buts inscrits sur un match : 77 buts ( Biélorussie 39-38  Islande)
- Plus petit nombre de buts inscrits sur un match : 36 buts ( Suède 22-14  Hongrie)
- Plus grand écart de buts sur un match : +14 buts ( Croatie 37-23  Pologne)
- Plus grand écart de buts à la mi-temps : +15 buts ( France 20-5  Biélorussie)

### Statistiques individuelles
| Rang | Joueur            | Équipe    | Buts | Tirs | %      | 7m    | MJ | Moy. |
| ---- | ----------------- | --------- | ---- | ---- | ------ | ----- | -- | ---- |
| 1    | Valero Rivera     | Espagne   | 48   | 62   | 77,4 % | 31/38 | 8  | 6,0  |
| 2    | Tobias Reichmann  | Allemagne | 46   | 58   | 79,3 % | 26/29 | 8  | 5,7  |
| 3    | Kristian Bjørnsen | Norvège   | 45   | 59   | 76,3 % | 11/16 | 8  | 5,6  |
| 4    | Manuel Strlek     | Croatie   | 43   | 54   | 79,6 % | 11/13 | 8  | 5,4  |
| 5    | Kiril Lazarov     | Macédoine | 42   | 79   | 53,2 % | 12/19 | 6  | 7,0  |
| 6    | Barys Pukhouski   | Russie    | 37   | 58   | 63,8 % | 10/11 | 6  | 6,2  |
| 7    | Michal Jurecki    | Pologne   | 34   | 61   | 55,7 % | 1/3   | 7  | 4,9  |
| 7    | Karol Bielecki    | Pologne   | 34   | 66   | 51,5 % | 6/10  | 7  | 4,9  |
| 9    | Mikkel Hansen     | Danemark  | 33   | 57   | 57,9 % | 1/2   | 7  | 4,7  |
| 9    | Espen Lie Hansen  | Norvège   | 33   | 59   | 55,9 % | 0/0   | 8  | 4,2  |

| Rang | Joueur                 | Équipe      | %      | Arrêts | Tirs | MJ | Moy. |
| ---- | ---------------------- | ----------- | ------ | ------ | ---- | -- | ---- |
| 1    | Vincent Gérard         | France      | 37,0 % | 34     | 92   | 7  | 4,9  |
| 2    | Victor Kireev          | Russie      | 36,4 % | 74     | 203  | 6  | 12,3 |
| 3    | Andreas Wolff          | Allemagne   | 36,2 % | 81     | 224  | 8  | 10,1 |
| 4    | Thierry Omeyer         | France      | 35,1 % | 67     | 191  | 7  | 9,6  |
| 5    | Mattias Andersson      | Suède       | 34,7 % | 59     | 170  | 7  | 8,4  |
| 6    | Ivan Stevanović        | Croatie     | 34,3 % | 49     | 143  | 8  | 6,1  |
| 7    | Arpad Šterbik          | Espagne     | 34,2 % | 63     | 184  | 8  | 7,9  |
| 8    | Viachaslau Saldatsenka | Biélorussie | 34,0 % | 79     | 232  | 6  | 13,2 |
| 9    | Niklas Landin Jacobsen | Danemark    | 33,7 % | 65     | 193  | 7  | 9,3  |
| 10   | Matevž Skok            | Slovénie    | 33,3 % | 13     | 39   | 3  | 4,3  |
| 11   | Sławomir Szmal         | Pologne     | 31,6 % | 66     | 209  | 7  | 9,4  |

## Effectif des équipes sur le podium

### Champion d'Europe:Allemagne
- Rune Dahmke
- Christian Dissinger
- Simon Ernst
- Steffen Fäth
- Kai Häfner
- Jannik Kohlbacher
- Julius Kühn
- Finn Lemke
- Carsten Lichtlein
- Hendrik Pekeler
- Niclas Pieczkowski
- Tobias Reichmann
- Erik Schmidt
- Johannes Sellin
- Martin Strobel
- Steffen Weinhold
- Fabian Wiede
- Andreas Wolff

Entraineur : Dagur Sigurðsson
Source : (en) « Effectif de l'Équipe d'Allemagne » [PDF], sur Site officiel de la compétition, 30 janvier 2016 (consulté le 31 janvier 2016)

### Vice-champion d'Europe:Espagne
- Julen Aguinagalde
- Juan Del Arco
- Rafael Baena
- Joan Cañellas
- Alex Dujshebaev
- Raúl Entrerríos
- Antonio García
- Gedeón Guardiola
- Eduardo Gurbindo
- Jorge Maqueda
- Niko Mindegia
- Viran Morros
- Gonzalo Pérez de Vargas
- Valero Rivera
- Arpad Šterbik
- Víctor Tomás
- Cristian Ugalde

Entraineur : Manolo Cadenas
Source : (en) « Effectif de l'Équipe d'Espagne » [PDF], sur Site officiel de la compétition, 30 janvier 2016 (consulté le 31 janvier 2016)

### Troisième place:Croatie
- Mirko Alilović
- Ilija Brozović
- Luka Cindrić
- Ivan Čupić
- Domagoj Duvnjak
- Jakov Gojun
- Zlatko Horvat
- Igor Karačić
- Marko Kopljar
- Antonio Kovačević
- Krešimir Kozina
- Marko Mamić
- Marino Marić
- Luka Šebetić
- Ivan Slišković
- Ivan Stevanović
- Manuel Štrlek

Entraineur : Željko Babić
Source : (en) « Effectif de l'Équipe de Croatie » [PDF], sur Site officiel de la compétition, 27 janvier 2016 (consulté le 31 janvier 2016)

## Faits marquants
Avant la compétition
- Tobias Karlsson, capitaine de l'équipe suédoise, a proposé de porter un brassard de capitaine multicolore (pour soutenir l'égalité et les droits de tous les peuples). La proposition a été refusée au titre que le règlement stipule que le brassard doit être d'une seule couleur ou de celle de l'équipe. Jean Brihault (président de l'EHF) a clarifié la position de la fédération européenne à ce sujet : « A l'EHF, nous croyons fermement que le terrain de handball est un endroit pour se rencontrer et faire du sport sans distinction de race ou d'opinions politiques. L'égalité de toutes les personnes quelle que soit leur race, leur religion ou leur orientation sexuelle est inscrite dans les statuts de la fédération. Indépendamment de nos propres opinions sur ce sujet et d'autres questions, l'EHF en tant qu'institution n'est pas en mesure de permettre de telles déclarations lors des matchs et des événements, y compris l'Euro. »
- La technologie sur la ligne de but (goal-line technology) n'a pas été utilisée lors de la compétition.
- En marge de la compétition l'EHF organisait, à Cracovie, un séminaire pour entraîneurs. C'est à cette occasion que Lino Červar a reçu un prix honorifique (le premier du genre) en reconnaissance de ses 40 années en tant qu'entraîneur et ambassadeur pour le handball. Il explique: « Je ne suis pas un professeur de handball, je suis un entraîneur de handball avec des visions et des idées » et ajoute que son palmarès exceptionnel est « le résultat de l'amélioration constante de moi-même et de l'apprentissage auprès des meilleurs experts de tous les domaines du sport ».

Pendant la compétition
- La commission de discipline de l'EHF a infligé une amende à quatre équipes qui ne respectaient pas l'article 14.18 du règlement de l'Euro lors des matchs du 16 janvier 2016. Deux pour la l'équipe de France, une de 1 000 € pour ne pas avoir le logo de la compétition sur les manches de ses maillots, et une de 500 € pour le port de chaussettes et sous shorts de compression dépareillés entre les joueurs. Une de 500 € pour l'équipe de Macédoine pour le port de chaussettes désassorties. 500 € pour la Suède parce qu'un joueur portait des manches longues d'une couleur différente de celle du kit de l'équipe et enfin la Slovénie (500 €) pour des chaussettes désappariées.
- Le 16 janvier lors de la rencontre Espagne / Allemagne du tour préliminaire, l'Espagnol Jorge Maqueda tire directement dans la tête de Steffen Weinhold lors d'un coup franc direct à la fin de la première mi-temps. Les arbitres français Laurent Reveret et Stevaan Pichon le sanctionnent d'un carton rouge sur-le-champ. La commission de discipline de l'EHF n'infligera aucune sanction supplémentaire estimant que le geste n'était pas intentionnel.
- Le 17 janvier 2016 lors du match du tour préliminaire du groupe B, Biélorussie / Islande, Guðjón Valur Sigurðsson (capitaine de l'équipe d'Islande) a inscrit son 1700e but. Il s'agissait de son 321e match international. Il est le meilleur buteur de l'histoire du handball islandais, devançant largement Ólafur Stefánsson (1570 buts) actuel entraîneur adjoint de cette équipe nationale.
- Slaviša Đukanović, gardien de but de l'équipe de Serbie (et de l'équipe de Saint-Raphaël Var Handball), quitte la compétition lors du tour principal à la suite de problèmes avec sa délégation, en particulier avec Dejan Perić l'entraîneur de l'équipe et avec le comportement caractériel de Darko Stanić,.
- Le 29 janvier 2016, la Norvège dépose une réclamation auprès de l'EHF après leur match en demi-finale contre les Allemands. Dans les dernières secondes de la prolongation, après le but de Kai Häfner qui qualifiait son équipe, l'Allemagne avait huit joueurs sur le terrain. Ni les arbitres, ni les officiels de la table de marque ne s'en sont aperçus. Le lendemain, la fédération Norvégienne retire sa réclamation, déclarant « être concernée par le fair-play et que les matches de handball doivent se régler sur le terrain » et ajoute vouloir « exhorter les nations participantes et l'EHF à utiliser les évènements de la veille pour renforcer l'ensemble des règlements afin de prévenir des épisodes similaires dans le futur ».
- Un tournoi amical opposant quatre équipes des représentants des médias a eu lieu le 30 janvier 2016 dans l'enceinte de la Tauron Arena à Cracovie. C'est l'équipe française, composée de journalistes et consultants de beIN Sports, l'AFP, Radio France, L'Équipe, Sports.fr et HandNews, qui le remporte.
- Très forte audience pour un match de handball à la télévision allemande. La finale Allemagne / Espagne a réuni environ 12,98 millions de téléspectateurs (42 % de part de marché) devant la chaîne publique Das Erste.

Après la compétition
- Record de spectateurs pour un Euro masculine de handball avec 400 815 spectateurs.
- À la suite de l'élimination de l'Islande lors du tour préliminaire et donc de son absence pour un tournoi de qualification pour les jeux olympiques d'été 2016, l'entraîneur Aron Kristjansson (en) n'est pas reconduit (malgré un contrat jusqu'en 2017) avec effet immédiat.
- Le 26 janvier 2016, Talant Dujshebaev fait son mea culpa après les mauvais résultats de la sélection Hongroise dont il a la charge (12e place avec une victoire et cinq défaites). Le 2 février 2016 le président de la fédération hongroise, Máté Kocsis, le démet de ses fonctions.
- Au lendemain de la lourde défaite (23 à 37) de la Pologne face à la Croatie pour une place en demi-finale, le sélectionneur Michael Biegler donne sa démission.
- A l'instar des joueurs français, les hommes de la nationalmannschaft ont maintenant un surnom. Au lendemain de leur finale, les badboys de Dagur Sigurðsson ont célébré leur nouveau titre à la Max-Schmeling-Halle devant 10 000 personnes.